# Karol Ludwik Fiszer
Karol Ludwik Fiszer, również Karl Ludwig Fischer (ur. ?, zm. 2 maja 1783 w Kaliszu) – generał major wojsk koronnych i generał adiutant króla, ojciec m.in. Stanisława Fiszera, szefa sztabu armii Księstwa Warszawskiego.

## Życiorys
Pochodził z rodziny niemieckiej, być może pruskiej. Około 1761 roku, służąc wcześniej w stopniu podpułkownika w armii rosyjskiej, przeszedł do polskiej armii koronnej.  
W 1767 został generałem adiutantem króla Stanisława Augusta Poniatowskiego. Rok później otrzymał indygenat (herb Taczała). Od 1771 w stopniu pułkownika służył w 1. Regimencie Pieszym, będąc jego faktycznym dowódcą. W 1774 awansował do stopnia generała majora.
Zmarł 2 maja 1783 w Kaliszu.

## Rodzina
Był żonaty z Joanną Luizą Elżbietą (Johanna Louise Elisabeth) von Luck, córką pułkownika Sebiastiana Gottlieba von Luck, oficera polskiego garnizonu w Elblągu, i Katarzyny Doroty, wdowy po pruskim intendencie i radcy dworu Jacobie Heinrichu Pöhlingu (1686-1752). Wskutek małżeństwa Fiszer objął w posiadanie majątek Koggenhoefen (polska nazwa Zawiszyn, obecnie nieistniejący) w powiecie elbląskim.  
Z małżeństwa pochodziły dzieci:
- Joanna (ur. 1763)[4],
- Wilhelm Ludwik (ur. 1764, zm. po 1833), generał armii Księstwa Warszawskiego, uczestnik powstania listopadowego[7], ojciec prawnika Ludwika Fiszera (ur. 1799),
- Karol Jan (ur. 1767, zm. 1843), podpułkownik armii Księstwa Warszawskiego[8],
- Stanisław (ur. 1769, zm. 1812), oficer Legionów Polskich, generał, szef sztabu armii Księstwa Warszawskiego, uważany za jednego z najzdolniejszych polskich generałów epoki napoleońskiej, poległy podczas wojny z Rosją w 1812 roku[9].